# Flugzeitmassenspektrometer

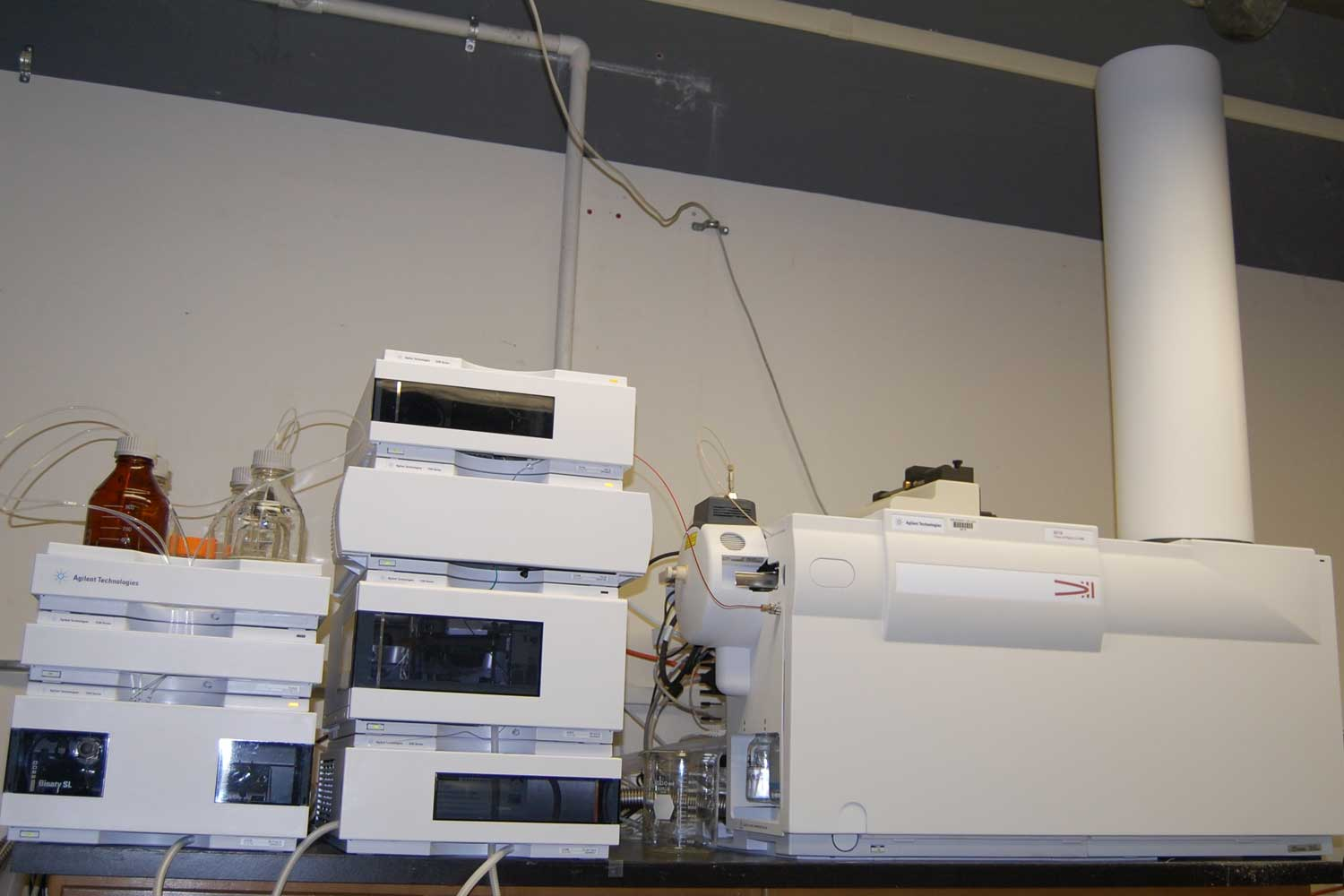
Flugzeitmassenspektrometer (ESI-TOF).

Flugzeitmassenspektrometer (englisch Time-of-flight mass spectrometer) sind eine Unterklasse der Massenspektrometer.
Sie werden oft als TOFMS, TOF-MS oder nur TOF abgekürzt. Systeme mit einem Reflektron werden auch RTOF (für Reflectron time-of-flight) genannt.

## Funktionsweise
Im Flugzeitmassenspektrometer findet die Bestimmung des Masse-zu-Ladung-Verhältnisses durch Messung der Flugzeit statt. Dazu werden die Ionen in einem elektrischen Feld beschleunigt und durchlaufen anschließend eine Flugstrecke {\displaystyle d}.
Die Ionen der Ladung {\displaystyle q} haben nach Durchlauf einer elektrischen Spannung {\displaystyle U} die Energie {\displaystyle E_{p}=U\cdot q} aufgenommen, welche dann als kinetische Energie vorliegt.
Wegen des Zusammenhangs {\displaystyle E={\tfrac {1}{2}}mv^{2}} ist die Flugzeit {\displaystyle T_{f}} proportional der Wurzel aus dem Masse-Ladung-Verhältnis:
{\displaystyle T_{f}\propto {\sqrt {\frac {m}{q}}}}.
Der Zeitpunkt des Eintreffens der Ionen am Ende der Flugstrecke wird durch einen Detektor, meist Sekundärelektronenvervielfacher nachgewiesen. Dessen Signal kann durch einen schnellen A/D-Wandler oder TDC digitalisiert und in einem Spektrum dargestellt werden.
Zurzeit sind Massenbestimmungen mit einer Genauigkeit von etwa 2 ppm möglich. Außerdem kann auch eine recht hohe Massenauflösung erreicht werden.
Im Gegensatz zu vielen anderen Massenspektrometertypen sind Flugzeitmassenspektrometer keine Filter, das heißt, alle Ionen werden simultan gemessen. Dies eliminiert die Notwendigkeit, durch den Massenbereich zu scannen, und erlaubt sehr schnelle Messungen ohne Einschränkung im Massenbereich. Der Massenbereich wird praktisch nur durch die Elektronik begrenzt. Mit Flugzeitmassenspektrometern können bis zu 100.000 komplette Massenspektren pro Sekunde aufgenommen werden.

### Ionenspiegel und Reflektron

Flugbahn der Ionen im Reflektrormodus

Bei der Verwendung eines Ionenspiegels wird am Ende des Flugpfades ein elektrisches Feld angelegt, welches der Beschleunigungsspannung entgegengesetzt ist. Dadurch werden die Ionen abgebremst und dann erneut in die entgegengesetzte Richtung beschleunigt. Die Ionen verhalten sich dabei wie Licht auf einem Spiegel, das bedeutet durch Veränderung der Ausrichtung des Feldes können die Ionen um die Ecke gelenkt werden. Wird statt eines einfachen Feldes ein Gradient angelegt, kann die Energieverteilung der Ionen verringert und somit die Massenauflösung erhöht werden. Diese Anordnung bezeichnet man dann als Reflektron. Angelegt wird das Feld durch mehrere ringförmige Elektroden um den Flugpfad der Ionen. Je nach mathematischer Funktion, der die Abstufungen der Spannungen folgen, unterscheidet man zwischen linearen und nichtlinearen Reflektrons. Die nichtlinearen Reflektrons sind noch einmal unterteilt in solche mit quadratischer Funktion und solche mit einer Kreisbahn-Funktion.

### Mehrfachreflektierende Flugzeitspektroskopie
Die zeitliche Auflösung eines Flugzeitspektrometers und damit auch dessen Präzision in der Trennung unterschiedlicher Ionenmassen korreliert mit deren Flugstrecke. Dies führt zu entsprechenden Spektrometer-Baugrößen, welche zudem einen erhöhten Aufwand in der Evakuierung der Kammer mit sich ziehen. Es liegt daher nahe, eine kompaktere Konstruktion vorzusehen, indem die Ionen die zur Verfügung stehende Flugstrecke mehrfach zurücklegen. Hierzu müssen sich zwei Ionenspiegel gegenüber stehen, wobei grundsätzlich zwei Varianten realisiert werden können:
- Zweifach reflektierend: Die Ionenquelle beschießt den ersten Spiegel, dieser reflektiert in den gegenüberliegenden zweiten Spiegel, der final in den in der ionenoptischen Bildebene seitlich versetzenden Detektor reflektiert.
- Mehr als zweifach reflektierend: Es stehen sich zwei Ionenspiegel gegenüber, wobei sich Detektor und Quelle  jeweils in den Zentren der Spiegel befinden. Dies erfordert gepulste Spiegel, d. h. diese sind potenzialfrei zum Zeitpunkt der Ionenemission und -detektion, potenzialführend zum Zeitpunkt der Ionenbewegung. Die wesentliche Herausforderung liegt hierbei in der Erzeugung von Hochspannungen mit steilen Signalflanken, um die ionenoptischen Eigenschaften dem eines statisch arbeitenden Spiegels nahezu gleich werden zu lassen. Intelligente Auswertemethoden der Spektren müssen angewendet werden, um Überlappungen im Detektionsmsuter zu korrigieren, d. h. leichtere und damit schnellere Ionen „überholen“ langsamere, schwerere Ionen.[3]

## Anwendungen
Die Hauptvorteile von Flugzeitmassenspektrometern liegen im großen Massenbereich, weshalb sie oft zusammen mit weichen Ionisationsmethoden in biologischen Analysen eingesetzt werden (siehe z. B. MALDI).
Flugzeitmassenspektrometer eignen sich auch zur Analyse von schnellen Prozessen wie etwa beim GCxGC-TOF und beim IMS-TOF.
Außerdem kann mit der Flugzeitmassenspektrometrie die Element-, Molekül- und Isotopen-Zusammensetzung in der Erdatmosphäre und der Ionosphäre bestimmt werden.
In der Kometensonde Rosetta der Europäischen Weltraumbehörde ESA kommt ein Flugzeitmassenspektrometer zum Einsatz. Die Sonde erreichte 2014 den Kometen Tschurjumow-Gerassimenko. In diesem Kometen haben sich Spuren der Urgeschichte des Sonnensystems erhalten. Seit der Entstehung unseres Sonnensystems vor 4,6 Milliarden Jahren hat sich die chemische Zusammensetzung und das Isotopenverhältnis kaum verändert, weil der Komet während seiner Existenz sehr weit von der Sonne entfernt und wenig Wärme ausgesetzt war. Mittels Flugzeitmassenspektrometrie von Teilen des Kometen soll untersucht werden, welche Zusammensetzung die Akkretionsscheibe hatte, aus der das Sonnensystem entstand.